# Lars Brising
Lars Harald Brising (Estocolmo, 18 de mayo de 1915 - Estocolmo, 4 de junio de 1995) fue un ingeniero y diseñador de aeronaves sueco. Es mejor conocido por haber sido el diseñador principal del Saab 29 Tunnan, que voló por primera vez en 1948. Se convirtió en mayor general (el jefe) de la Administración de Material de la Real Fuerza Aérea Sueca.
Lars Brising era hijo del historiador del arte Harald Brising. Recibió entrenamiento en vuelo en la Fuerza Aérea Sueca en 1936 y se graduó del Instituto Real de Tecnología (KTH) en 1938. Trabajó en la Administración de Material de la Real Fuerza Aérea Sueca de 1938 a 1939 y luego se convirtió en diseñador en el departamento de aviación de Götaverken en 1939 y estuvo activo en Valtion lentokonetehdas en Finlandia en 1940. Brising fue luego gerente de pruebas de vuelo en Saab de 1940 a 1941 y jefe de sección en la oficina de diseño de la Administración de Material de la Real Fuerza Aérea Sueca de 1941 a 1943.

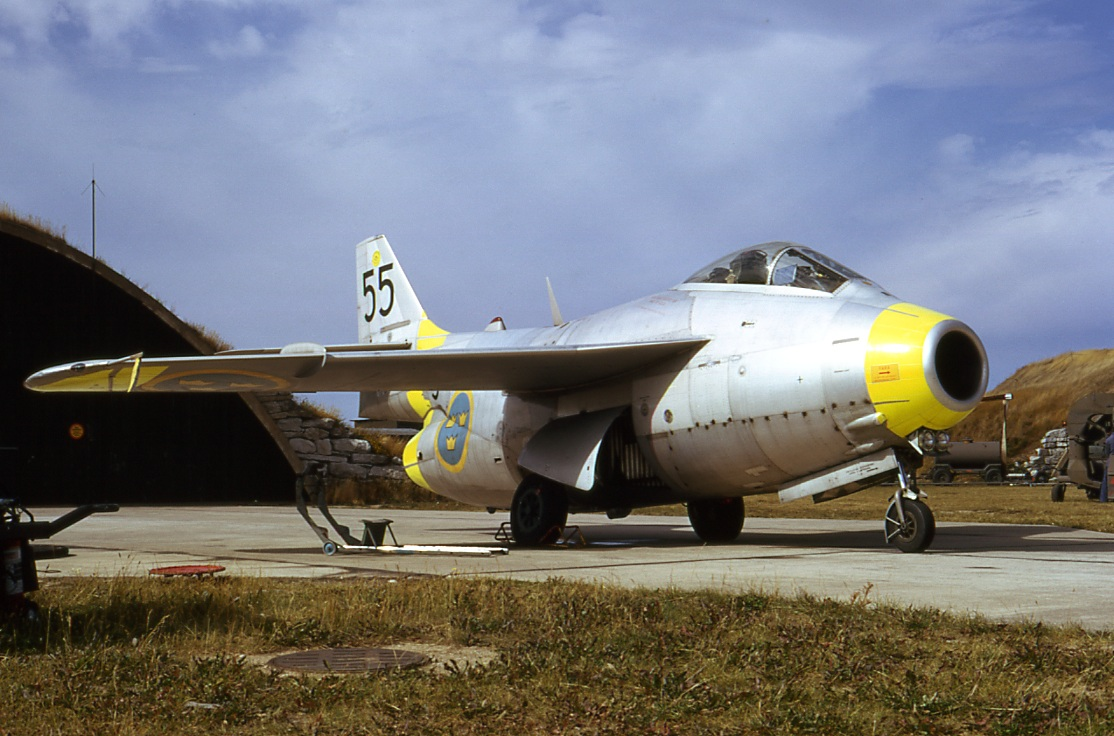
Saab 29 Tunnan

Se convirtió en gerente técnico del departamento de pruebas de vuelo de Saab en 1943, ingeniero de proyectos en 1945, gerente de construcción para aviones a chorro en 1946, ingeniero jefe de construcción en 1949, jefe del departamento de aeronáutica en 1952 y director en 1954.
Fue promovido a mayor general en la Administración de Material de la Real Fuerza Aérea Sueca en 1965 y fue su jefe de 1967 a 1968. Como jefe de la Administración de Material de la Real Fuerza Aérea Sueca, también fue miembro de la Junta de Administración de las Fuerzas Armadas Suecas.
Brising fue CEO de Svenska Utvecklings AB (una empresa gubernamental de tecnología y desarrollo empresarial) de 1968 a 1975.
Brising se convirtió en miembro de la Real Academia Sueca de Ciencias de la Ingeniería en 1956 y de la Real Academia Sueca de Ciencias de la Guerra en 1964. Fue promovido a doctor honoris causa en tecnología en KTH en 1974.